# 1994
- Wikisource

| Calendário gregoriano                                                        | 1994 MCMXCIV                         |
| Ab urbe condita                                                              | 2747                                 |
| Calendário arménio                                                           | 1444 – 1445                          |
| Calendário bahá'í                                                            | 150 – 151                            |
| Calendário budista                                                           | 2538                                 |
| Calendário chinês                                                            | 4690 – 4691 Início a 10 de fevereiro |
| Calendário copta                                                             | 1710 – 1711                          |
| Calendário etíope                                                            | 1986 – 1987                          |
| Calendários hindus - Vikram Samvat - Calendário nacional indiano - Cáli Iuga | 2049 – 2050 1915 – 1916 5094 – 5095  |
| Calendário Holoceno                                                          | 11994                                |
| Calendário islâmico                                                          | 1415 – 1416                          |
| Calendário judaico                                                           | 5754 – 5755 Início a 6 de setembro   |
| Calendário persa                                                             | 1372 – 1373 Início a 21 de março     |
| Calendário rúnico                                                            | 2244                                 |
| Calendário solar tailandês                                                   | 2537                                 |

1994 (MCMXCIV, na numeração romana) foi um ano comum do século XX que começou num sábado, segundo o calendário gregoriano. A sua letra dominical foi B. A terça-feira de Carnaval ocorreu a 15 de fevereiro e o domingo de Páscoa a 3 de abril. Segundo o horóscopo chinês, foi o ano do Cão, começando a 10 de fevereiro.

| Evento                                                   | Data            | Hora  |
| -------------------------------------------------------- | --------------- | ----- |
| Aquário                                                  | 20 de janeiro   | 07:08 |
| Peixes                                                   | 18 de fevereiro | 21:22 |
| primavera no hemisfério norte e outono no hemisfério sul |                 |       |
| Carneiro/equinócio                                       | 20 de março     | 20:29 |
| Touro                                                    | 20 de abril     | 07:37 |
| Gémeos                                                   | 21 de maio      | 06:49 |
| verão no hemisfério norte e inverno no hemisfério Sul    |                 |       |
| Caranguejo/solstício                                     | 21 de junho     | 14:48 |
| Leão                                                     | 23 de julho     | 01:42 |
| Virgem                                                   | 23 de agosto    | 08:44 |
| Outono no Hemisfério Norte e Primavera no Hemisfério Sul |                 |       |
| Balança/equinócio                                        | 23 de setembro  | 06:20 |
| Escorpião                                                | 23 de outubro   | 15:37 |
| Sagitário                                                | 22 de novembro  | 13:06 |
| inverno no hemisfério norte e verão no hemisfério sul    |                 |       |
| Capricórnio/solstício                                    | 22 de dezembro  | 02:23 |

| UTC: Madeira, Guiné-Bissau e São Tomé e Príncipe Subtrair (-): 1 h nos Açores e Cabo Verde 2 h nas Ilhas oceânicas brasileiras 3 h em Brasília, em Goiás, na Amazônia Oriental Brasileira e no nordeste, sudeste e sul brasileiros 4 h na Amazônia Ocidental Brasileira, Mato Grosso e Mato Grosso do Sul 5 h no Acre e sudoeste do Amazonas Adicionar (+): 1 h Portugal Continental, em Angola e Guiné Equatorial 2 h em Moçambique 8 h em Macau 9 h em Timor-Leste. |
| Adicionar uma hora durante a vigência do horário de verão: Portugal Continental : De 27 de março a 25 de setembro de 1994 |

| Ano completo                   |
| ------------------------------ |
| Ano comum com início ao sábado |

## Eventos
- Ano Internacional da Família e Ano Internacional do Desporto e do Espírito Olímpico, pela ONU.
- Nasce na Sé Catedral de Angra o primeiro plano pastoral diocesano, cujo mentor é o pároco da Sé Catedral de Angra do Heroísmo de então.[1]

### Janeiro
- 1º de janeiro - O EZLN (Exército Zapatista de Libertação Nacional) faz sua 1º declaração através do Subcomandante Marcos em Chiapas, México
- 2 de janeiro - O Paquistão e a Índia iniciam conversações sobre a disputa territorial de Caxemira.
- 6 de janeiro - O maior temporal dos últimos anos atinge Portugal: Matosinhos, Porto, Vila Nova de Gaia, Cantanhede, Oliveira do Hospital, a Guarda e a Serra do Marão foram as regiões mais atingidas.
- 16 de janeiro - Bill Clinton e Hafez al-Assad dialogam em Genebra sobre um acordo Síria-Israel, em troca da retirada dos Montes Golã.
- 17 de janeiro - Sismo em Los Angeles provoca 57 mortos e mais de 8 700 feridos.
- 18 de janeiro - A Jugoslávia e a Croácia normalizam relações.
- 22 de janeiro - Yasser Arafat e o ministro israelita dos negócios estrangeiros encontram-se em Oslo para resolver o impasse nas negociações sobre a autonomia de Gaza e Jericó.
- 25 de janeiro - O 28.º Congresso do PC Francês põe fim ao centralismo democrático e substitui o Comité Central por um nacional.
- 31 de janeiro - As forças sérvias recebem a visita do líder ultranacionalista russo Vladímir Jirinóvski, que exalta a Grande Sérvia.

### Fevereiro
- 1 de fevereiro - Gerry Adams, líder do Sinn Féin, braço político do IRA, obtém dos Estados Unidos um visto de 48 horas e surge em Nova Iorque para pleitear a favor da paz na Irlanda do Norte.
- 2 de fevereiro - Rafael Caldera assume as funções de Presidente da Venezuela.
- 3 de fevereiro
  - O Presidente dos Estados Unidos, Bill Clinton põe fim ao embargo imposto ao Vietname em 1975.
  - O Presidente da Rússia,  Boris Iéltsin e Eduard Shevardnadze assinam um tratado que consagra o regresso da Geórgia à esfera de influência russa.
- 4 de fevereiro - Quatro dos cinco membros do Conselho de Segurança da ONU fazem um ultimato à Coreia do Norte, impondo inspecções internacionais ao seu programa nuclear.
- 5 de fevereiro
  - Um ônibus atirado contra um mercado de Sarajevo mata 68 pessoas e fere duzentas, no mais violento massacre desde que começou o cerco da capital bósnia, em abril de 1992;
  - O Secretário-geral das Nações Unidas pede ao governo indonésio a libertação de Xanana Gusmão.
- 7 de fevereiro - A União Europeia e os Estados Unidos exigem o levantamento do cerco a Sarajevo.
- 8 de fevereiro - É revelado que o Reino Unido fechou negócio com a Indonésia no valor de milhões de libras, incluindo o fornecimento de 48 aviões Hawks.
- 9 de fevereiro - Nelson Mandela torna-se o primeiro presidente negro da África do Sul.
- 10 de fevereiro - Criação da Agência Espacial Brasileira, é a responsável pelo programa espacial do Brasil.
- 15 de fevereiro - Rússia e Reino Unido comprometem-se a não apontar, uma à outra, os respectivos mísseis.
- 16 de fevereiro - Acusando a República da Macedônia (atual Macedônia do Norte) de usurpar um nome historicamente grego, a Grécia inicia um bloqueio comercial contra a ex-república jugoslava.
- 21 de fevereiro - Acusado de ter estado nove anos ao serviço de Moscovo, é preso nos Estados Unidos o antigo chefe da contraespionagem soviética da CIA, Aldrich Ames.
- 25 de fevereiro - Baruch Goldstein abre fogo no Túmulo dos Patriarcas, em Hebrom, matando trinta palestinos que se encontravam em oração.
- 26 de fevereiro - O Sinn Féin apresenta condições para o cessar-fogo, mas o processo de paz é bloqueado pelo primeiro-ministro do Ulster.
- 27 de fevereiro - Lançamento do Plano Real, a mais ampla medida econômica já realizada no Brasil. Mostrou-se um dos mais eficazes da história, reduzindo a inflação (objetivo principal), ampliando o poder de compra da população, e remodelando os setores econômicos nacionais.

### Março
- 1º de março - Suécia, Finlândia e Áustria concluem com os doze membros restantes o acordo sobre as condições da sua adesão à União Europeia em 1 de janeiro de 1995.
- 3 de março - Dez colaboradores de Bill Clinton são acusados de envolvimento no escândalo imobiliário Whitewater, ocorrido no Arkansas
- 3 de março - Fernando Henrique Cardoso deixa o Ministério da Fazenda de Itamar Franco para ser candidato a presidente do Brasil. Assume Rubens Ricupero em seu lugar.
- 7 de março - Forças da ONU assumem o controle do aeroporto de Sarajevo.
- 17 de março - Acordo entre sérvios e muçulmanos da Bósnia para a abertura de um corredor no cerco a Sarajevo.
- 8 de março - O Presidente da Argélia apela ao diálogo. Realiza-se em Argel uma manifestação de mulheres contra o terrorismo islâmico.
- 21 de março - Contrariando o acordo de Fevereiro, a Coreia do Norte bloqueia a inspecção das suas instalações nucleares e Clinton anuncia o envio de mísseis para a Coreia do Sul, onde é decretado o estado de alerta.
- 24 de março - Os líderes das forças em confronto na Somália assinam um acordo de paz.
- 28 de março - Silvio Berlusconi vence as eleições legislativas italianas.
- 30 de março - Acordo entre croatas e sérvios separatistas, para um cessar-fogo supervisionado pela ONU.
- 31 de março - Israel aceita uma presença internacional temporária em Hebrom e admite a retomada de negociações no Cairo com a OLP sobre a autonomia de Gaza e Jericó.

### Abril
- 5 de abril - Berlusconi suspende diligências para formar governo de coligação na Itália, mas o presidente Scalfaro volta a indigitá-lo para primeiro-ministro
- 6 de abril - Os presidentes do Ruanda e do Burundi, ambos de etnia hutu, são mortos num avião sobre o aeroporto de Kigali, provocando o genocídio do Ruanda.
- 8 de abril - O primeiro-ministro japonês Morohiro Hosokawa demite-se devido a estar envolvido num escândalo financeiro.
- 8 de abril - O cantor e compositor norte-americano Kurt Cobain foi encontrado morto em Seattle, vítima de suicídio.
- 10 de abril
  - Perante o bombardeamento pelos sérvios do enclave muçulmano de Goražde, incluído na zona de segurança, a OTAN faz dois raides sobre as posições atacantes. Em represália, os sérvios bósnios fecham o corredor para Sarajevo e rompem todos os contactos com a ONU.
- 11 de abril
  - Num encontro com Cavaco Silva em Pequim, o chefe do Governo chinês, Li Peng, reconhece que Portugal ajudou a China a recuperar um estatuto internacional depois do massacre de Tiananmen.
- 14 de abril - Dois helicópteros americanos que sobrevoavam a zona de exclusão aérea a Norte do paralelo 36, no Iraque, são abatidos por dois F-15 da mesma nacionalidade. O engano custa a vida de 26 militares.
- 15 de abril - Os presidentes russo e ucraniano concluem um acordo que atribui à Rússia 80 a 85 por cento da frota soviética do Mar Negro.
- 18 de abril - Navios americanos desembarcam em Seul, capital da Coreia do Sul, um carregamento de mísseis antimíssil Patriot.
- 22 de abril - O Conselho de Segurança da ONU exige a retirada das forças sérvias de Goražde.
- 26 de abril - Primeiras eleições multirraciais na África do Sul.
- 30 de abril - Acidente nos treinos oficiais do Grande Prêmio de San Marino mata o austríaco Roland Ratzenberger.

### Maio
- 1 de maio - Morre o piloto brasileiro Ayrton Senna, após sofrer um grave acidente no Grande Prêmio de San Marino.
- 3 de maio - O Presidente dos Estados Unidos, Bill Clinton adverte que chegou a hora dos dirigentes militares do Haiti deixarem o poder.
- 4 de maio - Itzhak Rabin e Yasser Arafat subscrevem, no Cairo, as modalidades de aplicação do acordo israelo-árabe. No mesmo dia, Israel liberta um milhar de prisioneiros palestinianos nos territórios ocupados.
- 6 de maio - Durão Barroso e Ali Alatas reúnem-se em Genebra para conversações sobre Timor-Leste.
- 9 de maio
  - Nelson Mandela assume presidência, é o primeiro presidente negro da África do Sul.
  - Xanana Gusmão reassume a liderança da resistência timorense e o comando das Falintil.
- 20 de maio - Xanana Gusmão declara que só sairá da prisão para tomar parte nas negociações entre Portugal e a Indonésia.
- 26 de maio - O cantor Michael Jackson casa-se com Lisa Marie Presley, filha do cantor Elvis Presley.
- 30 de maio - Na carta apostólica "Ordinatio Sacerdotalis", o Papa João Paulo II declara a recusa definitiva da Igreja Católica sobre a ordenação de mulheres.

### Junho
- 12 de junho - A Seleção Brasileira de Basquetebol Feminino conquista o título inédito de campeã mundial, após derrotar a equipe da China, em Sydney, Austrália, por 96 a 87.

### Julho
- 1 de julho - Roman Herzog substitui Richard von Weizsäcker como Presidente da Alemanha
- Um novo plano econômico muda a moeda brasileira do cruzeiro real para o real.
- 8 de julho - Morre o Presidente da Coreia do Norte e fundador do país, Kim Il-sung.
- 17 de julho - A Seleção Brasileira de Futebol conquista o tetracampeonato mundial na Copa do Mundo, realizada nos Estados Unidos.
- 18 de julho - Ataque terrorista à Associação Mutual Israelita Argentina.

### Setembro
- 14 de setembro - Na Bósnia e Herzegovina, bósnio-croatas e muçulmanos acordam numa confederação
- 22 de setembro - Estreia de Friends, sitcom americana apresentada pela rede de televisão NBC.

### Outubro
- 1 de outubro - Independência de Palau.
- 3 de outubro - Fernando Henrique Cardoso é eleito presidente já no primeiro turno, derrotando Lula.

### Novembro
- 5 de novembro - Uma carta pelo ex-presidente dos Estados Unidos, Ronald Reagan, é publicada, anunciando que ele sofre da doença de Alzheimer.
- 13 de novembro
  - A Suécia decide entrar para a União Europeia após um referendo.
  - Os primeiros passageiros viajam pelo Túnel da Mancha.
  - Michael Schumacher torna-se campeão mundial de Fórmula 1 pela primeira vez.
- 20 de novembro - O governo angolano e os rebeldes da UNITA assinam o Protocolo de Lusaca.
- 29 de novembro - Em referendo, a Noruega vota contra a entrada do país na União Europeia.

### Dezembro
- 3 de dezembro - Sony lança no Japão o seu primeiro videogame PlayStation.
- 8 de dezembro - Morre o cantor e compositor Tom Jobim.
- 11 de dezembro
  - Boris Iéltsin envia tropas para a Chechénia.
  - Uma bomba explode no voo 434 da Philippine Airlines.
- 12 de dezembro - O Supremo Tribunal Federal brasileiro inocenta o ex-presidente Fernando Collor de Mello do crime de corrupção passiva, do qual era acusado pela Procuradoria Geral da República, por falta de provas.
- 19 de dezembro - É iniciada a investigação do escândalo Whitewater.
- 26 de dezembro - A polícia antiterrorista francesa toma de assalto um avião que tinha sido tomado por terroristas em Marselha e mata quatro terroristas islâmicos.
- 29 de dezembro - O Ministério das Comunicações do Brasil, por meio de uma portaria, aprova a Norma de Execução do Serviço de Radioamador (veja Estação de radiocomunicação).

## Nascimentos
- 1 de fevereiro - Harry Styles, cantor britânico.
- 1 de março - Justin Bieber, cantor e compositor canadense.

## Mortes
- 22 de janeiro - Telly Savallas, ator de televisão e cinema dos Estados Unidos (n. 1922).
- 3 de fevereiro - Raúl Padilla, ator e humorista mexicano (n.1918).
- 6 de fevereiro - Jack Kirby, quadrinista norte-americano (n. 1917).
- 21 de março - Dack Rambo, ator norte-americano (n. 1941).
- 25 de março - Angelines Fernández, atriz e humorista espanhola-mexicana (n. 1924).
- 5 de abril - Kurt Cobain, músico dos Estados Unidos, mais conhecido como o vocalista e guitarrista da banda de grunge Nirvana (n. 1967).
- 19 de abril - Dener Augusto de Sousa, jogador de futebol brasileiro (n. 1971).
- 22 de abril - Richard Nixon, 37.° presidente dos Estados Unidos (1969-1974) (n. 1913).
- 1 de maio - Ayrton Senna, piloto brasileiro de Fórmula 1 (n. 1960).
- 19 de maio - Jacqueline Kennedy Onassis, ex-primeira-dama dos Estados Unidos da América (n. 1929).
- 29 de maio - Erich Honecker, ex-líder da Alemanha Oriental (n. 1912).
- 4 de junho - Burle Marx, artista plástico brasileiro, renomado internacionalmente ao exercer a profissão de arquiteto-paisagista (n. 1909).
- 14 de junho - Henry Mancini, compositor, pianista e arranjador americano (n. 1924).
- 28 de junho - Fredi Washington, atriz, ativista dos direitos civis, performista e escritora americana (n. 1903).
- 8 de julho - Kim Il-sung, presidente da Coreia do Norte (n. 1912).
- 29 de julho - Mussum, ator, músico e comediante brasileiro (n. 1941).
- 11 de agosto - Peter Cushing, ator britânico. (n. 1913).
- 19 de agosto - Linus Pauling, químico quântico e bioquímico norte-americano (n. 1901).
- 27 de setembro - Carlos Lleras Restrepo, Presidente da República da Colômbia de 1966 a 1970 (n. 1908).
- 30 de setembro - Roberto Eduardo Viola, presidente da Argentina em 1981 (n. 1924).
- 18 de outubro - Timothy Conigrave, ator, ativista e escritor australiano (n. 1959).
- 20 de outubro - Burt Lancaster, ator e produtor de cinema dos Estados Unidos (n. 1913).
- 24 de outubro - Raúl Juliá, ator porto-riquenho naturalizado estadunidense (n. 1940).
- 23 de novembro - Alberto Natusch Busch, presidente da Bolívia em 1979 (n. 1933).
- 8 de dezembro - Tom Jobim, cantor, compositor e pianista brasileiro, um dos fundadores da bossa nova (n. 1927).
- 18 de dezembro - Lilia Skala, arquiteta e atriz austríaca-americana (n. 1896).

## Prémio Nobel
- Física - Bertram N. Brockhouse, Clifford Glenwood Shull
- Química - George Andrew Olah
- Medicina - Alfred G. Gilman, Martin Rodbell
- Literatura - Kenzaburo Oe
- Paz - Yasser Arafat,[2] Shimon Peres,[2] Yitzhak Rabin[2]

## Epacta e idade da Lua
| Epacta gregoriana | 19 (XIX) |
| Idade da Lua      | Letra u  |

## Por tema
- 1994 na arte
- 1994 no Brasil
- 1994 na ciência
- 1994 no cinema
- 1994 no desporto
- 1994 nos jogos eletrônicos
- 1994 no jornalismo
- 1994 na literatura
- 1994 na música
- 1994 na rádio
- 1994 no teatro
- 1994 na televisão